# ルーク・バージェス (サッカー選手)
ルーク・バージェス（Luke Burgess、1999年3月3日 – ）は、イングランドのプロサッカー選手。ポジションはミッドフィールダー。EFLリーグ2のサルフォード・シティFCに所属。

## クラブ経歴
バージェスは2013年にウィガン・アスレティックに加入。エヴァートンのユースから昇格の道を進んだ。
バージェスは2017–18シーズンでウィガン・アスレティックと初めてのプロ契約を締結。EFLカップのブラックプール戦でデビューし、2-1で勝利した。
2020年1月、サルフォード・シティFCに移籍した。

## 成績
| クラブ                   | シーズン | リーグ       | リーグ | リーグ | FAカップ | FAカップ | リーグカップ | リーグカップ | その他 | その他 | 合計 | 合計 |
| クラブ                   | シーズン | ディビジョン | 出場   | 得点   | 出場     | 得点     | 出場         | 得点         | 出場   | 得点   | 出場 | 得点 |
| ------------------------ | -------- | ------------ | ------ | ------ | -------- | -------- | ------------ | ------------ | ------ | ------ | ---- | ---- |
| ウィガン・アスレティック | 2017–18  | リーグ1      | 0      | 0      | 0        | 0        | 2            | 0            | 3      | 0      | 5    | 0    |
| 通算                     | 通算     | 通算         | 0      | 0      | 0        | 0        | 2            | 0            | 3      | 0      | 5    | 0    |

1. ↑  EFLトロフィー